# Lucito
Lucito är en ort och kommun i provinsen Campobasso i regionen Molise i Italien. Kommunen hade 654 invånare (2018).